# Prestation de services intellectuels
 (juillet 2018).
Si vous disposez d'ouvrages ou d'articles de référence ou si vous connaissez des sites web de qualité traitant du thème abordé ici, merci de compléter l'article en donnant les références utiles à sa vérifiabilité et en les liant à la section « Notes et références ».
La prestation de services intellectuels (PSI) consiste en une prestation où la part de réflexion l'emporte sur le service. 
Une prestation qui fait appel à la créativité et au savoir-faire du prestataire dans un domaine spécifique. Elle s'oppose par sa nature à la prestation manuelle (artisan) ou physique (manutentionnaire, chauffeur de taxi, etc.).
La PSI est définie par trois principes :
- le sur-mesure : le prestataire adapte sa prestation aux besoins spécifiques de son client ;
- l'immatérialité : la prestation n'est pas palpable et les résultats précis ne peuvent être définis préalablement à son exécution ;
- la co-production : le client et le prestataire contribuent ensemble à la réussite de la prestation dans le cadre d'un travail collaboratif.

Le but d'une prestation de services intellectuels peut être de débloquer une situation ou faire progresser le client dans un domaine précis. Dans les deux cas, l'implication du client est indispensable.
La rémunération du prestataire est généralement désignée sous le terme d'honoraires.

## Métiers englobés par la PSI
Les Prestataires de Services Intellectuels sont généralement des travailleurs indépendants, mais la réciproque n'est pas exacte.
Les prestations étant immatérielles, les métiers de la PSI sont tous des métiers de relationnel et d'échange basés sur la parole et la confiance : Formateur, Consultant, Coach, Auditeur, Conseil en entreprise, Conférencier, Mentor, Manager de transition, Manager à temps partagé, Consultant RH, Facilitateur, etc..
À noter que les métiers de la PSI ne concernent pas exclusivement le monde de l'entreprise, mais que des particuliers peuvent également avoir recours à des Prestations de Services Intellectuels : Avocat, Architecte, Expert immobiliser, Notaire, Conseiller fiscal, Conseiller bancaire, etc.

## Profil des prestataires de services intellectuels
Il n'existe pas de statistiques précises sur les Prestataires de Services Intellectuels, mais leur profil se rapproche naturellement de celui des travailleurs indépendants (catégorie à laquelle ils appartiennent généralement).
À titre indicatif, la France compte aujourd'hui 2,8 millions d'indépendants (à noter que ce nombre est en baisse régulière malgré l'augmentation constante du nombre des auto-entrepreneurs). 66% de ces travailleurs indépendants sont des hommes, âgés en moyenne de 46 ans.
Ce profil de senior permet aux Prestataires de Services Intellectuels de valoriser auprès de leurs clients l'expérience acquise au cours de leur première carrière.

## Difficultés rencontrées
Pour le client
Il est difficile, en l'absence de preuves matérielles, de faire son choix parmi la multitude des prestataires et les entreprises qui ne peuvent pas se consacrer sérieusement au sourcing courent le risque d'engager une fausse dépense. D'autant plus que, sauf accord préalable du prestataire mentionné dans le contrat, la PSI est tenue à une obligation de moyens et non à une obligation de résultat.
Pour le prestataire
Le PSI, s'il est travailleur indépendant, souffre généralement de l'isolement et du manque de notoriété inhérents à ce statut. Sa principale difficulté, dans un marché ultra concurrentiel, est de convaincre ses prospects sans pouvoir s'appuyer ni sur la réputation de son entreprise (puisque sa solitude fixe une limite à sa notoriété) ni sur la prestation à vendre (puisqu'elle est immatérielle et donc intangible).
Malgré ces difficultés, un nombre croissant de sociétés engage aujourd'hui des dépenses de Prestation de Services Intellectuels.